# Battaglia della testa di ponte di Pentemili
Pentemili è la spiaggia di Cipro dove le truppe delle forze armate turche sbarcarono per la prima volta la mattina del 20 luglio 1974 durante l'invasione turca di Cipro. Si trova a 8 km a ovest di Kyrenia, da cui il nome. Per 3 giorni (20 - 22 luglio 1974), intorno alla testa di ponte turca su questa spiaggia, si svolsero pesanti combattimenti tra le forze turche e quelle greco-cipriote.

## 20 luglio

### Lo sbarco

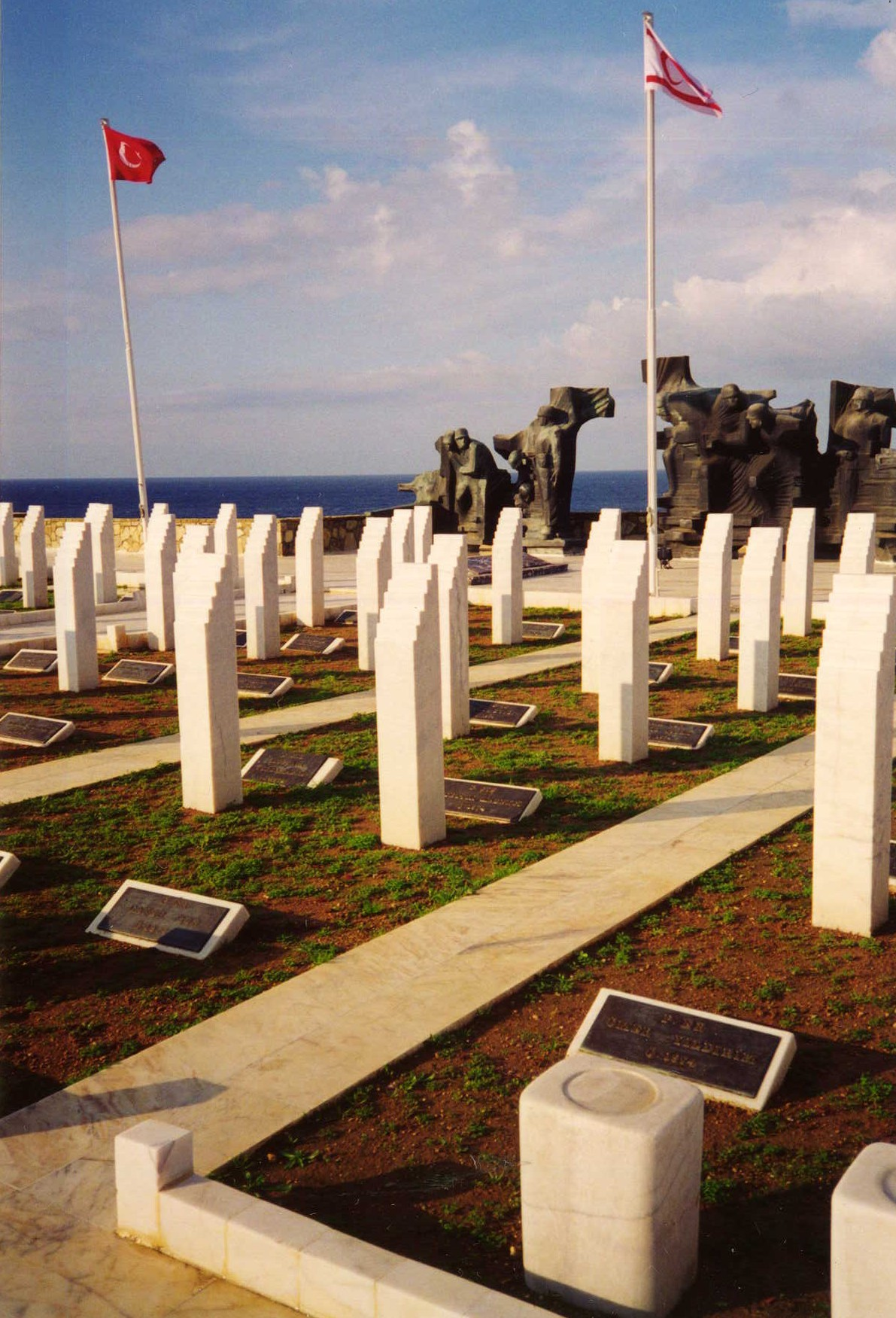
Monumento ai caduti turchi

La task force turca salpò dal porto di Mersina alle 11 e 30 del 19 luglio. Alle 5 circa del 20 luglio la flotta raggiunse la costa settentrionale di Cipro. Inizialmente non raggiunse la spiaggia designata di Pentemili e si avvicinò all'inadatta spiaggia rocciosa di Glykiotissa, 3 km a ovest di Kyrenia. L'orario previsto per l'inizio dello sbarco era le 5 e 30, ma a causa di questo errore, lo sbarco delle prime imbarcazioni avvenne solo alle 7 e 15. Lo sbarco terminò alle ore 13 circa.
La forza sbarcata era la brigata di fanteria di marina "Çakmak" (Chakmak), composta da 4 battaglioni con una forza nominale di 3 500 uomini, 12 obici M101 (calibro 105 mm) e 20 veicoli corazzati M113. La task force trasportava anche 15 carri armati M47 Patton sul ponte della nave LST Ertugrul (L401), ma questi non poterono sbarcare, poiché le dimensioni ridotte della spiaggia non permettevano alla Ertugrul di avvicinarsi. Anche un'unità delle dimensioni di una compagnia venne elitrasportata sulle colline a sud della strada che costeggia la spiaggia. In totale, quel giorno sbarcarono sulla testa di ponte di Pentemili circa 3 000 uomini.
Due torpediniere greco-cipriote vennero inviate per intercettare la flottiglia turca in avvicinamento, ma furono distrutte dal supporto aereo turco. Lo sbarco vero e proprio non avvenne sotto il fuoco nemico, poiché non c'erano unità della Guardia Nazionale Cipriota nell'area. L'obiettivo delle forze sbarcate era la città portuale di Kyrenia, a circa 8 km a est della spiaggia. Le forze turche, subito dopo lo sbarco, iniziarono ad espandere la testa di ponte, per darle una profondità più sicura.

### Resistenza greco-cipriota al primo sbarco
L'eventualità di uno sbarco di questo tipo era prevista nel piano "Aphroditi 1973" della Guardia Nazionale Cipriota. L'attuazione di questo piano venne quindi ordinata dal Comando Supremo della Guardia Nazionale (GEEF) alle ore 7:00 del 20 luglio. 
L'unità più vicina alla spiaggia era il 251º battaglione di fanteria attivo, comandato dal tenente colonnello Pavlos Kouroupis. La 1º compagnia e la compagnia di supporto presero posizione contro la testa di ponte turca intorno alle 09.30, mentre la 2ª e la 3ª compagnia mantennero le loro posizioni contro il villaggio turco-cipriota di Templos. Il 251º battaglione fu aiutato da un plotone di 5 carri armati T-34/85 del 23º battaglione carri (di base a Nicosia). La 1º compagnia prese posizione immediatamente a est della testa di ponte turca, mentre la compagnia di supporto fu posizionata a sud-ovest della testa di ponte, nella località di Pikro Nero.
Alle 10.00 il battaglione ricevette l'ordine di attaccare la testa di ponte. Lo squilibrio numerico impediva qualsiasi successo significativo, tuttavia sembra che l'attacco abbia inizialmente sorpreso le unità turche e causato alcune perdite, ma queste furono rapidamente in grado di rispondere al fuoco e di fermare qualsiasi ulteriore avanzata greca. Così, la testa di ponte fu limitata a circa 300 metri a sud della strada e a 1-1,5 km a est della spiaggia di sbarco. Con l'inizio dello scambio di fuoco, alcune batterie di artiglieria della Guardia Nazionale iniziarono un fuoco sporadico e generalmente impreciso. Poiché queste unità di artiglieria non avevano ordini, alcune di esse non hanno agito affatto, mentre quelle che lo hanno fatto, lo hanno fatto sotto la responsabilità dei loro comandanti.
Alle 12:00 circa, le forze turche tentarono un'avanzata verso est contro il 251º battaglione, con il supporto dei loro M113. L'attacco fu respinto e due M113 vennero distrutti dai T-34/85, ma il 251º battaglione dovettere cedere terreno ritirandosi verso est. Sul lato occidentale della testa di ponte, le forze turche sono avanzate fino a circa 1 km, senza incontrare resistenza, e si fermarono, poiché il loro obiettivo si trovava a est.

### Mobilitazione della Guardia Nazionale
Nella zona erano presenti due battaglioni di riserva greco-ciprioti, il 326° a Kyrenia e il 306° ad Agios Georgios. Il 326° non si mobilitò affatto, poiché le sue armi erano immagazzinate a nord di Karavas, oltre la testa di ponte turca, mentre il 306° lo fece, anche se molto lentamente e con forze ridotte. L'Alto Comando della Guardia Nazionale inviò come rinforzi due battaglioni da Nicosia. Poiché la strada da Nicosia a Kyrenia era sotto il controllo dell'enclave turco-cipriota di Gönyeli, queste unità dovettero seguire un percorso più lungo attraverso il passo di Panagra, a ovest della testa di ponte. Queste unità erano il 281º battaglione, privato di una compagnia, con il compito di assicurare il passo di Panagra, e il 286º battaglione di fanteria meccanizzata, rinforzato con 3 T-34/85, con l'ordine di raggiungere il villaggio di Karavas, sul fianco occidentale della testa di ponte turca.
Entrambe le unità furono attaccate dall'aeronautica turca mentre attraversavano il villaggio di Kontemenos e subirono pesanti perdite, tra cui 6 BTR-152V1 e il comandante del 286°, che morì in seguito per le ferite riportate. Di conseguenza, entrambe le unità ebbero un crollo del morale e ad entrambe venne ordinato di spostarsi semplicemente verso il passo di Panagra per metterlo in sicurezza e riorganizzarsi. Nel tardo pomeriggio, a una compagnia del 286°, comprendente 3 carri armati e un plotone anticarro (equipaggiato con cannoni SR M40, calibro 106 mm), fu ordinato di continuare l'avanzata. Anche il restante 281º battaglione ricevette in seguito l'ordine di partecipare a un attacco notturno pianificato.
Al 316º battaglione di riserva di Morfou (a ovest della testa di ponte) fu ordinato di inviare le prime due compagnie da mobilitare a Kyrenia, senza sapere della testa di ponte turca. Di conseguenza, verso le 13:00 la prima compagnia cadde in un'imboscata delle forze turche, subendo perdite, compreso il suo comandante. Rendendosi conto che la strada per Kyrenia era stata tagliata, il battaglione assunse posizioni difensive. Alle 16:30 arrivarono le unità del 286º battaglione e si unirono al 316°. Un T-34/85 fu colpito dal fuoco degli anticarro turchi, durante una schermaglia.
Verso le 20:00 un ufficiale di stato maggiore dell'Alto comando della Guardia Nazionale, il tenente colonnello Konstantinos Boufas, arrivò nel settore occidentale, cercando di coordinare le azioni.
Alle 21.00 il 281° (ancora al passo di Panagra) ricevette l'ordine di rinforzare le unità sul fianco occidentale della testa di ponte. Arrivò intorno alle 23:00. I resti del 281°, le due compagnie del 316°, la compagnia del 286°, i plotoni anticarro e i carri armati restanti, in totale equivalenti a un battaglione rinforzato, vennero rinominati "Gruppo di battaglia di Boufas". Fu pianificato un attacco notturno.

### L'attacco notturno
Il contrattacco greco-cipriota era previsto per le 02:30, senza supporto di artiglieria. Alle 02.15 il comandante del 316º battaglione rimase gravemente ferito dai colpi di mortaio turchi. 
L'attacco greco-cipriota a ovest iniziò solo con il supporto dei mortai. Fu portato avanti soprattutto dal 286º battaglione, che attaccò a piedi in una formazione a cuneo, supportato dal fuoco delle mitragliatrici dei suoi BTR-152. Dopo aver superato le prime linee turche e aver avanzato per una profondità di 500 metri, l'attacco si fermò, sotto il pesante fuoco delle unità turche, che avevano organizzato le loro posizioni difensive durante la giornata. Sul fianco destro, il 281° non riuscì a superare le prime linee turche. Il 316° rimase a fare da riserva. Per evitare attacchi dell'aeronautica turca dopo l'alba, le unità attaccanti ripiegarono sulle posizioni di partenza.
Sul fianco orientale, il 306º battaglione di riserva non era ancora arrivato. La 1º compagnia del 251° battaglioine ricevette l'ordine di attaccare, ma sotto il fitto fuoco turco si ritirò presto nella sua posizione iniziale. Il 306° arrivò più tardi e iniziò il suo attacco, che non ebbe successo.
Sul fianco meridionale, un battaglione di riserva, creato da riservisti in eccesso (la presenza di riservisti a Nicosia era maggiore del previsto) chiamato "battaglione Pantazis" (dal nome del suo comandante), arrivò senza alcuna informazione sulla posizione del nemico. Nella notte, mentre marciava verso nord, i suoi uomini si accorsero di essere entrati nelle linee turche. Dopo uno scambio di fuoco, senza gravi perdite, il battaglione riuscì ad uscire dall'imboscata turca e ad assumere posizioni difensive. Il battaglione perse in totale circa 7-10 uomini tra morti e feriti, compreso il suo comandante, colpito al braccio. Durante il resto della notte, molti dei suoi riservisti fuggirono verso sud, tornando a Nicosia. In seguito, il battaglione si sciolse.

#### Morte del colonnello Karaoglanoglu
Alle 03:00 circa, il colonnello turco Karaoglanoglu, comandante del 50º reggimento di fanteria dell'esercito turco, fu ucciso in una villa, a circa 300 metri a est della spiaggia di Pentemili. Il motivo della sua morte ufficialmente fu il fuoco dei mortai o dell'artiglieria greca. Tuttavia, secondo le memorie del generale Bedrettin Demirel, i proiettili (ne furono sparati due) erano razzi da 3,5 pollici, apparentemente provenienti da un M20 Super Bazooka. I fori fatti dal proiettile, in verticale su una parete verticale, e le affermazioni di Demirel sulla "disciplina di fuoco", farebbero pensare che l'incidente sia stato un caso di fuoco amico. Inoltre, la gittata massima di un M20 Super Bazooka è di circa 300 metri, il che, a giudicare dalla direzione di provenienza del proiettile, significa che fu sparato dall'interno della testa di ponte turca.

## 21 luglio
Il 21 luglio le forze turche conquistarono un piccolo terreno a est della testa di ponte a mezzogiorno. Sul fianco meridionale, dove non c'erano unità greche, le forze turche avanzarono di 500 metri fino ai piedi della catena montuosa di Kyrenia, ma si fermarono a causa degli incendi che divamparono dopo il bombardamento dell'area da parte delle forze aeree turche.
Lontano da Pentemili, nel porto turco di Mersina, si stava preparando una seconda ondata di forze turche. Si trattava principalmente di una compagnia di carri armati (17 carri) del 39º battaglione carri e di una compagnia di fanteria meccanizzata del 49º reggimento con veicoli M113. Partì da Mersina alle 13:30 del 21 luglio 1974, con destinazione Pentemili. La seconda ondata fu denominata "Task force Bora".

## 22 luglio

### Secondo sbarco di forze turche
La task force Bora arrivò sulla spiaggia di Pentemili alle 9:00. Il maggior generale Bedrettin Demirel, comandante della 39ª divisione di fanteria, aveva nominato il brigadiere Hakki Boratas comandante della task force Bora, mentre egli assumeva il comando di tutte le forze turche nella testa di ponte.
All'arrivo, Demirel, che sapeva che un accordo di cessate il fuoco sarebbe entrato in vigore alle 17:00, cercò di iniziare subito l'attacco contro Kyrenia. Notò che le truppe turche della prima ondata erano in cattive condizioni, insistette comunque affinché l'attacco iniziasse il prima possibile.
L'attacco, condotto dalla task force Bora seguita dal 50º reggimento, iniziò alle 11:00.

### Cambiamenti sul lato greco-cipriota
Da parte greco-cipriota, l'Alto Comando della Guardia Nazionale aveva notato l'incapacità del 3º gruppo tattico (responsabile del settore di Kyrenia) di coordinare le proprie forze e di eliminare la testa di ponte turca, e affidò il comando di tutte le forze greche a ovest e a est della testa di ponte al colonnello Kobokis (comandante delle Forze Speciali greco-cipriote). Kobokis pianificò l'arrivo del 33º battaglione ridotto di commando come rinforzo. Inoltre, una compagnia del 346º battaglione di fanteria, montata su veicoli improvvisati (trattori d'artiglieria cingolati modificati, ATS-712) e un plotone con 4 3M6 (AT-1 Snapper) della 120ª compagnia d'armi indipendente vennero inviati come rinforzi.
Tra l'attacco notturno del 20-21 luglio e la mattina del 22 luglio la maggior parte degli uomini del 306º battaglione si era ritirata a Kyrenia, esponendo il fianco del 251º battaglione. Alle 9:00, il 33º battaglione commando (due compagnie con meno di 150 uomini), poco equipaggiato, arrivò al villaggio di Agios Georgios, dove avrebbe dovuto trovarsi il 306°.

### L'attacco a Kyrenia
Alle 11:00 iniziò l'attacco turco verso est, verso Kyrenia. Il peso dell'attacco turco ricadde sul 33° commando. Dopo un breve combattimento, in cui furono distrutti due carri armati turchi M47, la linea greca si spezzò intorno alle 11:30. Al 33° commando fu ordinato di ritirarsi in gruppo verso Kyrenia. Gli elementi del 251º e del 306º battaglione sul fianco dell'avanzata turca, non avendo la possibilità di cambiare l'esito della battaglia, si ritirarono anch'essi a Kyrenia. Dopo le suppliche di Kobokis al comandante del 241º battaglione (di stanza a est di Kyrenia), gli elementi del 241º battaglione si precipitarono a Kyrenia, cercando di montare una linea di difesa. A sinistra del 241°, alcuni soldati del 306° (riservisti) presero posizione, mentre i restanti si radunarono in un campo di calcio locale. Altri 3 M47 turchi vennero distrutti, ma alla fine la posizione del 241° fu conquistata e il comandante del 306° catturato.
Per liberare la città dalle sacche di resistenza greche rimaste le forze turche impiegarono molte ore, fino alla mattina del 23 luglio, e il comandante turco Hakki Boratas fu gravemente ferito a una gamba.
Il comandante turco Mj. Demirel, dopo aver lasciato circa metà della forza turca a Kyrenia per liberare la città dalle forze greche, ordinò al resto della forza di dirigersi verso sud in direzione di Bogaz, per unire la testa di ponte con l'enclave di Gönyeli. Verso le 17:30 gli elementi corazzati della forza Bora si unirono ai turco-ciprioti e ai paracadutisti turchi a Bogaz. Alle 18.00 Demirel si incontrò con il comandante del 6º Corpo d'armata, il tenente generale Nurettin Ersin, che era stato paracadutato nell'enclave di Gönyeli.
Anche dopo il cessate il fuoco, continuarono a verificarsi dei combattimenti minori a Kyrenia e intorno alla spiaggia.